# 大峽谷州立大學
大峽谷州立大學（英語：Grand Valley State University，簡稱：、 和 ），又譯格蘭谷州立大學、格蘭威利州立大學、格兰维利州立大学、偉谷州立大學、大河谷州立大學，是位於美國密歇根州艾倫代爾的一所本科公立大學，由密歇根州議會在1958年倡議、1960年正式成立、1963年開學。2018年《美國新聞與世界報道》在“中西部地區大學”排名中將其列在第29位。

## 校區

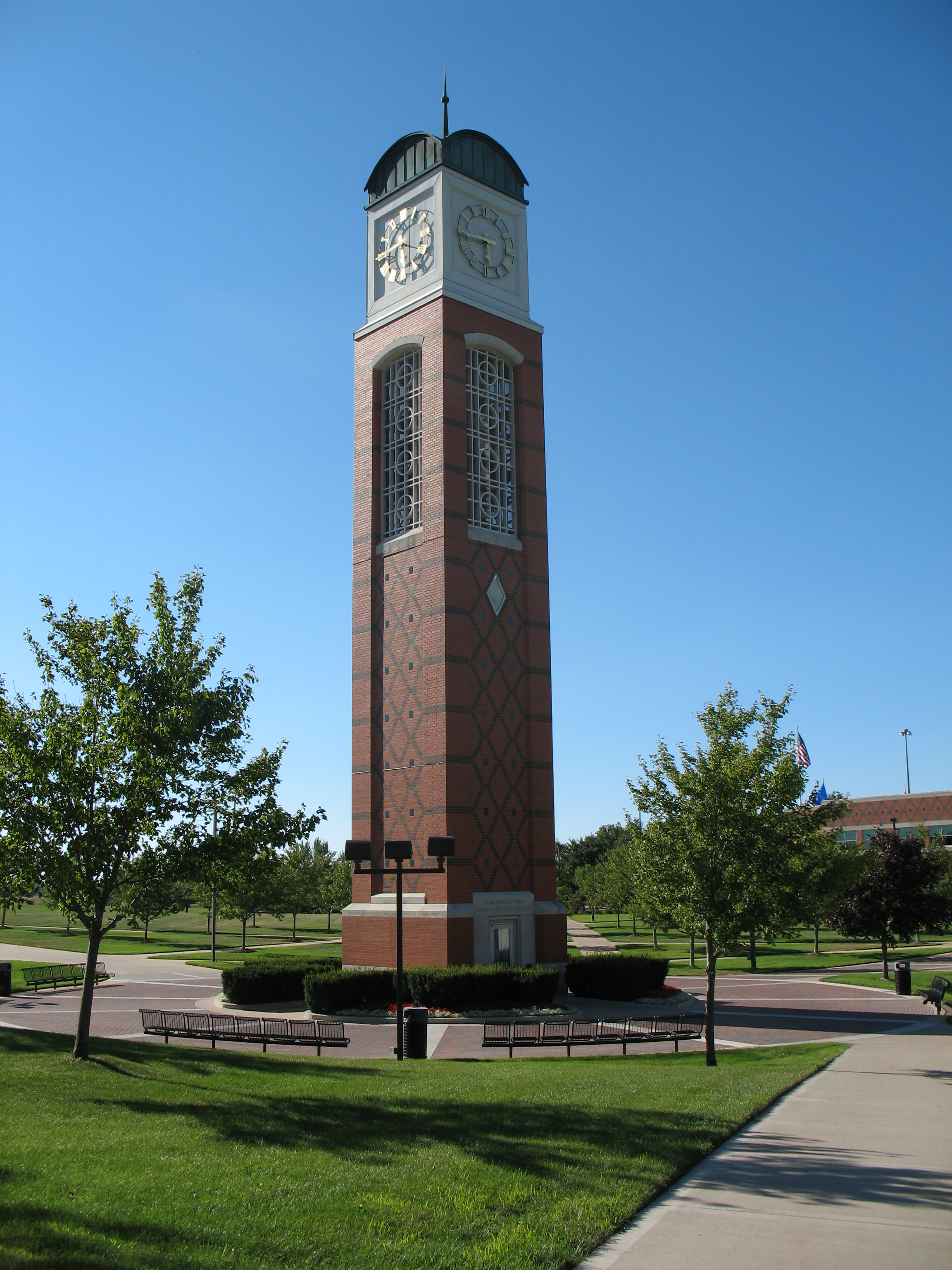
艾倫代爾校區內的庫克·卡利永塔（Cook Carillon Tower）

大峽谷州立大學有三個校區，主校區在艾倫代爾，兩個衛星校區分別位於密歇根州的大急流城和荷蘭。此外在馬斯基根、底特律和特拉弗斯城有教學點。

## 學院
- 賽德曼商學院（Seidman College of Business）
- 教育與社區創新學院（College of Education and Community Innovation）
- 文理學院（College of Liberal Arts and Sciences）
- 帕德諾斯工程與電腦學院（Padnos College of Engineering and Computing）
- 醫事學院（College of Health Professions）
- 科克荷夫護理學院（Kirkhof College of Nursing）
- 布魯克斯跨領域學院（Brooks College of Interdisciplinary Studies）

## 外部連結
- 官方网站
- Official Athletics website
- Young Lords in Lincoln Park Collection（页面存档备份，存于）

42°57′48″N 85°53′17″W / 42.96327°N 85.88811°W